# 최웅연
최웅연(1978년 5월 11일 ~ )은 전 KBO 리그 야구 선수의 내야수이다. 

## 학력
- 선린상업고등학교